# Alexander Ostrowski
Alexander Ostrowski (rus: Александр Мордкович Островский)  (Kíiv, 12 de setembre de 1893 (Julià) - Montagnola i Lugano, 20 de novembre de 1986) va ser un matemàtic nacionalitzat suís d'origen rus-ucraïnès.

## Vida i Obra
Fill d'una família de comerciants jueus, Ostrowski va participar amb només quinze anys en els seminaris de matemàtiques que organitzava Dmitri Grave a la universitat de Kíiv. Tot i així, no va poder ingressar a una universitat russa perquè es va graduar a l'escola de comerç enlloc de un institut de secundària. El seu mestre, Grave, va fer alguns contactes i el jove va ser invitat a estudiar a Alemanya, escollint l'opció que li a oferir Kurt Hensel a la universitat de Marburg on va començar els estudis el 1912. Malauradament, dos anys més tard esclatava la Primera Guerra Mundial i, com resident en territori enemic, es va convertir en un presoner civil. La intervenció de Hensel va fer que aquest període d'aïllament fos força productiu. Acabada la guerra, el 1918 va anar a la universitat de Göttingen per poder estudiar amb els seus admirats Klein, Hilbert i Landau. A Göttingen també van quedar impressionats per la seva prodigiosa memòria; es deia a la facultat que la tediosa feina de buscar bibliografia, a Göttingen, era molt senzilla: només calia preguntar Ostrowski per obtenir una resposta instantània i exhaustiva. El 1920 va obtenir el doctorat amb una tesi sobre la sèrie de Dirichlet i les equacions diferencials algebraiques, dirigida per Klein i Landau.
Els dos cursos següents va estar a la universitat d'Hamburg treballant amb Erich Hecke en la seva habilitació docent. Un cop obtinguda, va tornar a Göttinegen on va ser professor des de 1923 fins a 1928, excepte el curs 1925-1926 que el va passar al Regne Unit amb una beca Rockefeller. El 1928 va acceptar una oferta de la universitat de Basilea en la qual va romandre la resta de la seva carrera acadèmica fins a la seva jubilació el 1958. Tot i així va continuar la seva activitat de recerca, fins al punt que amb noranta anys encara va participar en l'edició de les seves Obres Escollides en sis volums, que van ser publicats el 1983-1985.
En retirar-se van comprar una vil·la a Montagnola (prop de Lugano i el seu llac), on van morir tan ell el 1986, com la seva dona el 1982, essent enterrats al cementiri de la localitat a la vora de la tomba d'Hermann Hesse, de qui eren amics.
Ostrowski és autor de més de 250 articles publicats en revistes científiques i de mitja dotzena de monografies i llibres de text. Els seus camps de treball més importants van ser l'anàlisi real i complexa, l'àlgebra, l'anàlisi numèrica i la teoria de nombres.